# Percusión (medicina)

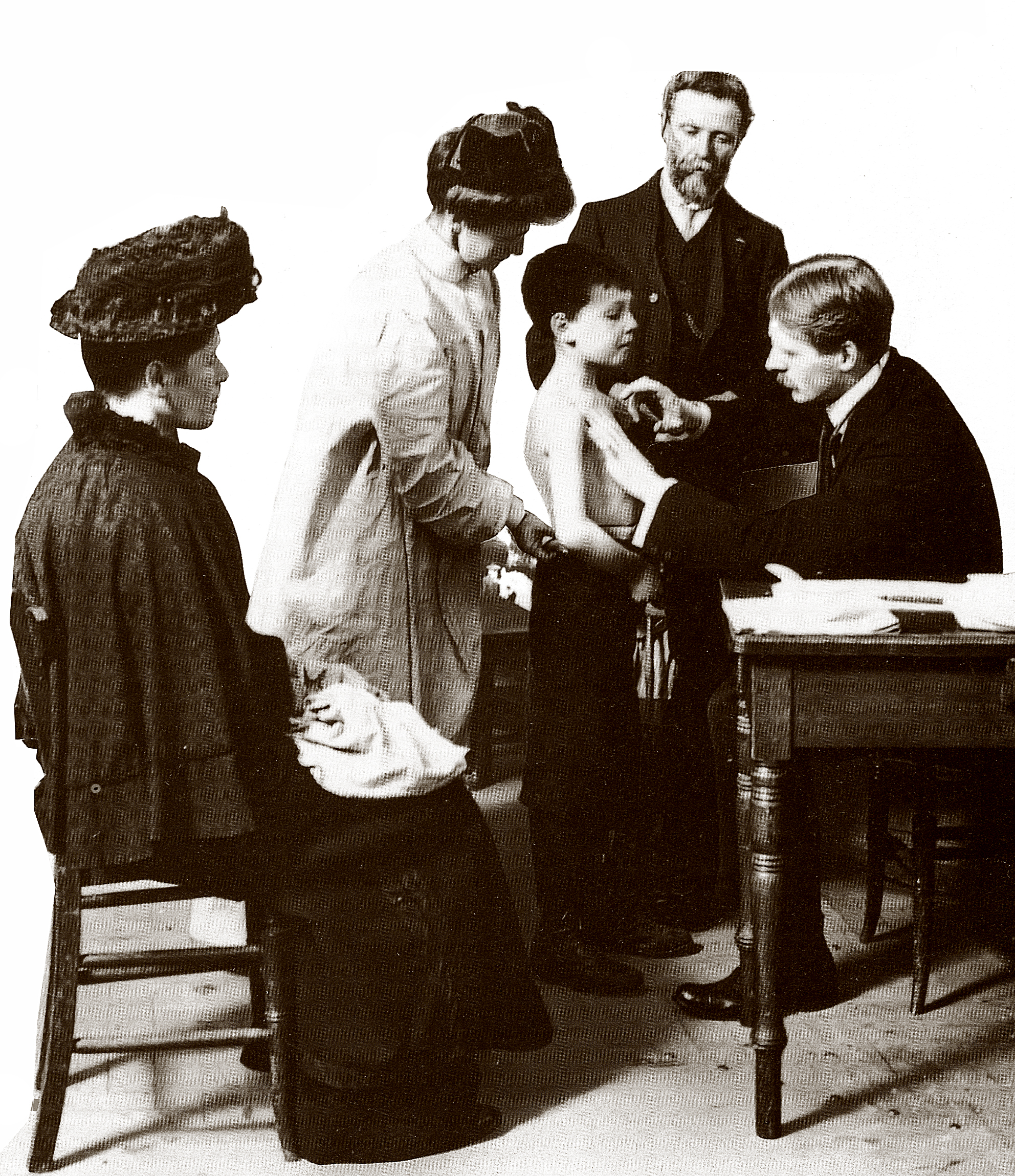
Imagen de un examen médico mediante percusión

La percusión en medicina es una técnica de exploración física que, mediante pequeños golpes con los dedos de las manos sobre la superficie corporal del paciente, sirve para delimitar zonas de distinta sonoridad.

## Definición
La percusión es una maniobra de exploración clínica consistente en golpear con un dedo sobre otro aplicado sobre una superficie corporal, u ocasionalmente con un instrumento médico, para valorar las variaciones de la sonoridad producida (timpanismo, matidez, etc.) y determinar así el estado de las estructuras anatómicas subyacentes.

## Objetivos
- Determinar el tamaño, la consistencia y los bordes de algunos órganos corporales.
- Detectar la presencia o ausencia de líquido en áreas del cuerpo.[2]

## Tipos de sonidos
La percusión de una parte del cuerpo humano produce un sonido característico, según el tipo de tejido que compone el órgano. Los ruidos generados se denominan:
- Sonoro (o resonante): suena a hueco en los órganos llenos de aire (ejemplo: al percutir el tórax sobre un pulmón normal).
- Hipersonoro (o hiperresonante): es como el sonoro, pero de tono más alto (ejemplo: al percutir pulmones enfisematosos o cuando existe un neumotórax).
- Timpánico: también parecido al sonoro, pero de una frecuencia más elevada (ejemplo: al percutir un neumotórax a tensión, o un estómago lleno de gas).
- Mate: ruido opaco generado al percutir órganos macizos (ejemplo: al percutir la base de un pulmón con una neumonía, o los huesos,  las articulaciones o el hígado).
- Matidez hídrica: como el ruido mate, pero más duro (ejemplo: en derrames pleurales extensos).

Cuando la consistencia de los tejidos es compacta el sonido es mate; cuando la estructura anatómica está hueca y contiene aire, el sonido es timpánico. En estructuras corporales como el abdomen se localizan órganos llenos de aire o de líquido, así como otros de consistencia sólida; por lo que es posible localizar diferentes tonalidades sonoras. En los pulmones, cuyo principal contenido es aire habitualmente, si se produce una condensación en uno de sus lóbulos (neumonía), o se desarrolla un extenso derrame, se escuchará un ruido mate sobre esas zonas, y no el ruido sonoro normal; así se distingue, mediante la percusión, un pulmón de sonoridad normal o patológica.

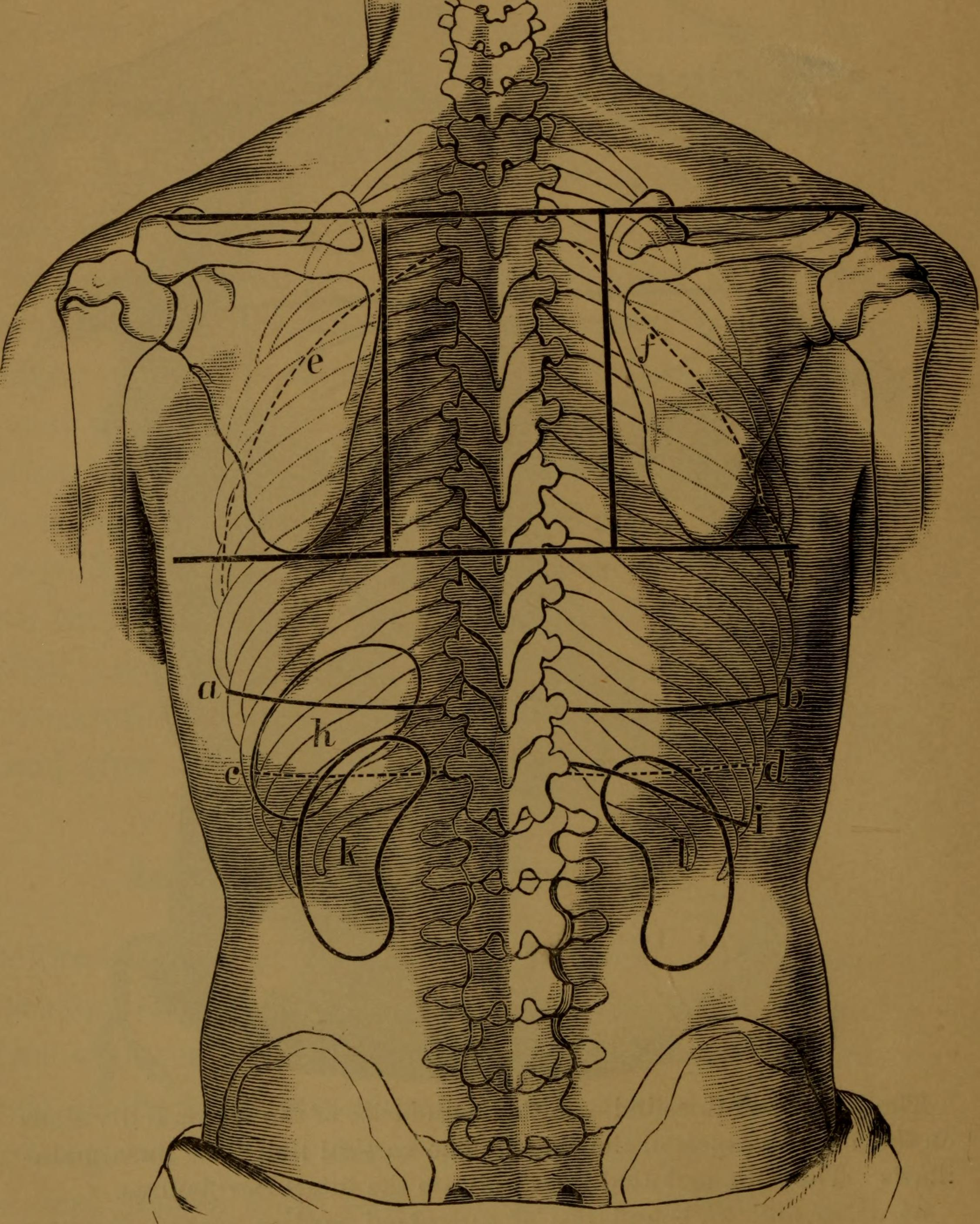
Zonas de ascultación y percusión de enfermedades de los pulmones, del corazón y del aneurisma torácico (1890)

## Técnicas de percutir
En general hay dos formas de percutir: directa e indirecta.
- Percusión directa: el golpe se aplica directamente sobre la superficie que se examina. Se efectúan golpes breves y precisos, con la punta de los dedos de una mano, haciendo juego de muñeca de modo que la mano caiga libremente (ejemplo: valorar la sonoridad pulmonar). Una variante es la "puñopercusión" (aplicar el golpe con la mano formando un puño) que a veces se efectúa para detectar si se desencadena dolor (ejemplo: se aplica sobre las fosas lumbares, ante la sospecha de una pielonefritis).

- Percusión indirecta: Se apoya un dedo, al que se le denomina "plexímetro" (habitualmente el dedo medio o el índice de la mano izquierda en personas diestras, y de la mano derecha en los zurdos) sobre la superficie a examinar. Con la punta del dedo medio ("dedo percutor") de la otra mano, se efectúan golpes cortos y en series de 2 a 3 golpes, sobre la articulación interfalángica distal (o sobre la falange media o la distal) del dedo plexímetro. Este golpe se aplica en forma perpendicular al dedo plexímetro (ángulo de 90°).